# Gurbangeldi Durdyýew
Gurbangeldi Hambarowiç Durdyýew (né le 12 janvier 1973 à l'époque en RSS du Turkménistan et aujourd'hui au Turkménistan) est un footballeur international turkmène, qui évoluait au poste de milieu de terrain avant de devenir ensuite entraîneur.
Son fils, Didar, est également footballeur.

## Biographie

### Carrière de joueur

#### Carrière en club
Gurbangeldi Durdyýew joue au Turkménistan, au Kazakhstan, en Ukraine, et en Iran.

#### Carrière en sélection
Gurbangeldi Durdyýew joue en équipe du Turkménistan entre 1992 et 2004.
Il participe avec cette équipe à la Coupe d'Asie des nations 2004 organisée en Chine. Lors de cette compétition, il joue trois matchs : contre l'Arabie saoudite, l'Irak, et l'Ouzbékistan.
Il dispute également les éliminatoires du mondial 1998, les éliminatoires du mondial 2002, et les éliminatoires du mondial 2006. Il inscrit deux buts lors de ces éliminatoires.

## Palmarès
| Köpetdag Achgabat - Championnat du Turkménistan (5) : - Champion : 1992, 1993, 1994, 1995 et 1998. - Vice-champion : 1996 et 1998-99. - Coupe du Turkménistan (4) : - Vainqueur : 1993, 1994, 1997 et 1998-99. - Finaliste : 1995. |  | Nisa Achgabat - Championnat du Turkménistan (1) : - Champion : 2003. - Vice-champion : 2002 et 2004. - Coupe du Turkménistan : - Finaliste : 2000 et 2003. |  | Aboomoslem Mechhad - Coupe d'Iran : - Finaliste : 2005. |

 FK Achgabat
- Championnat du Turkménistan (2) :
  - Champion : 2007 et 2008.

- Supercoupe du Turkménistan (1) :
  - Vainqueur : 2007.
  - Finaliste : 2008.